# 张懋森
张懋森（1928年—？），男，湖北黄冈人，中国分析化学家、计算机化学家，曾任中国科学技术大学教授、博士生导师。